# Барон Террингтон
Барон Террингтон из Хаддерсфилда в графстве Йоркшир — наследственный титул в системе Пэрства Соединённого королевства. Он был создан 19 января 1918 года для либерального политика сэра Джеймса Вудхауса (1852—1921). Он заседал в Палате общин Великобритании от Хаддерфилда (1895—1906). Его преемником стал его старший сын, Гарольд Джеймс Селборн Вудхаус, 2-й барон Террингтон (1877—1940). Его жена Вера Вудхаус, леди Террингтон (1889—1973), была одной из первых женщин — депутатов парламента. Либеральный политик, он заседала в Палате общин Великобритании от Уикома (1923—1924). После смерти 2-го барона титул перешел к его младшему брату, Хорасу Мартону Вудхаусу, 3-му барону Террингтону (1877—1961). Он занимал должности заместителя спикера и заместителя председателя комитетов в Палате лордов. Его сын, Джеймс Аллен Дэвид Вудхаус, 4-й барон Террингтон (1915—1998), который также был заместителем председателя комитетов Палаты лордов. У него не было сыновей, и ему наследовал его младший брат, Кристофер Монтегю Вудхаус, 5-й барон Террингтон (1917—2001). Известен как Монти Вудхаус, консервативный политик и эксперт по греческим делам. Он представлял Оксфорд в Палате общин Великобритании (1959—1966, 1970—1974), также парламентским секретарём по авиации (1961—1962).
По состоянию на 2025 год носителем титула являлся его старший сын, Кристофер Ричард Джеймс Вудхаус, 6-й барон Террингтон (род. 1946), который стал преемником своего отца в 2001 году. Он является урологом.

## Бароны Террингтон (1918)
- 1918—1921: Джеймс Томас Вудхаус, 1-й барон Террингтон (16 июля 1852 — 8 февраля 1921), сын Джеймса Вудхауса (1817—1878)[1]
- 1921—1940: Гарольд Джеймс Селборн Вудхаус, 2-й барон Террингтон (8 мая 1877 — 19 ноября 1940), старший сын предыдущего[2]
- 1940—1961: Хорас Мартон Вудхаус, 3-й барон Террингтон (27 октября 1887 — 7 января 1961), младший брат предыдущего[3]
- 1961—1998: (Джеймс Аллен) Дэвид Вудхаус, 4-й барон Террингтон (30 декабря 1915 — 6 мая 1998), старший сын предыдущего[4]
- 1998—2001: (Кристофер) Монтегю Вудхаус, 5-й барон Террингтон (1 мая 1917 — 13 февраля 2001), младший брат предыдущего[5]
- 2001 — настоящее время: Кристофер Ричард Джеймс Вудхаус, 6-й барон Террингтон (род. 20 сентября 1946), старший сын предыдущего[6]
  - Наследник титула: достопочтенный Джек Генри Леманн Вудхаус (род. 7 декабря 1978), единственный сын предыдущего[7].